# Papež Bonifacij II.
Bonifacij II. , rimski škof, (papež) rimskokatoliške Cerkve, * 490 Rim, Lacij, Italija (Italsko kraljestvo); † 17. oktober 532 Rim, Italsko kraljestvo.

## Življenjepis
Bonifacij, sin germanskega oziroma gotskega očeta Sigisbalda (ali Sigibulda), je bil v cerkveni službi že od zgodnje mladosti. Za vladanja Feliksa IV. je bil arhidiakon ter je imel vplivne zveze med cerkvenimi in civilnimi oblastniki.
Bonifacij II. je vladal od 17. septembra 530 do 17. oktobra 534 in je bil že od mladega zvest v cerkveni službi. Njegov predhodnik Feliks ga je celo tako zelo cenil, da ga je med hudo boleznijo za papeža določil še za svojega življenja in mu izročil palij pod pogojem, da mu ga vrne, če bo ozdravel. Pod kaznijo izobčenja je zahteval od vernikov in duhovščine, da sprejmejo Bonifacija za naslednika apostola Petra. 
Proti njemu pa je kljub temu že istega dne izvolila Bizancu naklonjena skupina, ki je imela podporo v senatu, Dioskura, ki pa je umrl že 14. oktobra 530. Ko je papež Bonifacij potrdil odloke oranške sinode 529, so dobili veljavo cerkvenih kanonov v zvezi z naukom o milosti zoper semipelagijanstvo. Ponovno je branil pravice Apostolskega sedeža nad Ilirikom, ki si jih je prilaščal carigrajski patriarh. 
Kljub temu, da je tudi on že za življenja pred rimskim klerom imenoval za svojega naslednika Gota Vigilija, je moral zaradi hudega nasprotovanja to listino sežgati.

### “Anno Domini”
V njegovem času je rimski opat Dionizij Mali (Dionyzius Exiguus) izdal knjigo “Liber de paschate” (Velikonočno knjigo), v kateri ureja obvezni velikonočni bogoslužni krog in leto Jezusovega rojstva postavlja v leto 784 od utemeljitve mesta Rima. Papež Bonifacij je glede na to spremenil štetje let v Julijanskem koledarju iz Ab Urbe Condita v Anno Domini. Na ta način se je začelo krščansko štetje let (Aera Christiana), ki ga je počasi (za znanstveno področje) sprejel ves svet.
Pomagal je urediti cerkveno organizacijo v Afriki, ki so jo skoraj popolnoma uničili Vandali.

## Smrt in češčenje
Ni prištet med svetnike. Pokopali so ga v cerkvi svetega Petra v Vatikanu. 

### Ocena
- Papež Bonifacij II. je bil prvi Vzhodni Got (=Ostrogot) in torej prvi German (oziroma Nemec) na papeškem prestolu.
- »Liber Pontificalis« poveličuje njegovo velikodušnost do revežev. V njegovem času je Sveti sedež zapadel v hude dolgove, ki jih je po eni strani povzročila papeževa prevelika darežljivost, po drugi strani pa slabe letine.[7]